# Psychotria phyllanthoides
Psychotria phyllanthoides är en måreväxtart som beskrevs av Rudolf Schlechter och André Guillaumin. Psychotria phyllanthoides ingår i släktet Psychotria och familjen måreväxter. Inga underarter finns listade i Catalogue of Life.